# Monodelphis unistriata
El colicorto de una estría, o doméstico o brasileño (Monodelphis unistriata) es una especie de marsupial didelfimorfo de la familia Didelphidae propia de Sudamérica presumiblemente extinta. Únicamente se han hallado dos especímenes en el siglo XIX, uno en la provincia de Misiones (Argentina) y el otro en el Estado de Sao Paulo (Brasil).

## Descripción
Es un animal mediano, con un cuerpo de unos 40 cm de largo, más otros 6 cm de cola.
Tiene un pelaje de color gris en el dorso, con una franja de color castaño a lo largo del centro del dorso; el vientre y las patas son de color ocre anaranjado. La cola es marrón en la parte superior y ocre del lado inferior.

## Distribución y hábitat
La descripción de la especie se hace en base a dos ejemplares: el primero fue un macho, hallado por el naturalista austríaco Johann Natterer el 11 de marzo de 1821 en la localidad de Itararé, en el estado brasileño de Sao Paulo, y el ejemplar fue depositado en el Museo de Historia Natural de Viena, donde fue descrito como una nueva especie por Johann Andreas Wagner, que lo clasificó dentro del género Didelphys; fue incorporado al género Monodelphis por Ángel Cabrera y José Yepes en 1940. El segundo ejemplar fue capturado por Luis Boccard en la provincia argentina de Misiones y se guarda en el Museo Argentino de Ciencias Naturales de Buenos Aires.
En base a esos dos ejemplares, se sabe muy poco sobre su comportamiento; se infiere que prefiere los espacios oscuros y que busca su comida en el suelo. Se desconoce el hábitat específico y su ciclo de vida, que probablemente sea similar al de Monodelphis domestica, la especie tipo de su género.